# 장인아
장인아(1982년 ~ , 대한민국 출생)는 뉴욕주 브루클린을 기반으로 활동하는 사진작가다. 2010년 뉴욕시 스쿨 오브 비주얼 아츠에서 사진 학사 학위를 받았다. 2012년에 학교의 패션 사진 MPS 프로그램을 이수했다. 장인아는 폴리 갤러리(Foley Gallery)로 대표된다.

## 사진
언씬(Unseen)과의 인터뷰에서 장인아는 사진에 대한 자신의 접근 방식을 "유쾌하고, 가볍고, 몽환적"이라고 설명한다. 같은 인터뷰에서 그녀는 얼마나 많은 사진이 그림의 형태로 시작된 아이디어에서 영감을 받았는지 설명한다. 이미지의 2차원성을 강조하는 그녀의 사진 구성에서 드로잉과 사진의 긴밀한 연관성을 엿볼 수 있다. 인아의 작품은 2018년 더 뉴요커에 소개되었다.